# Alexander Baur (Jurist)

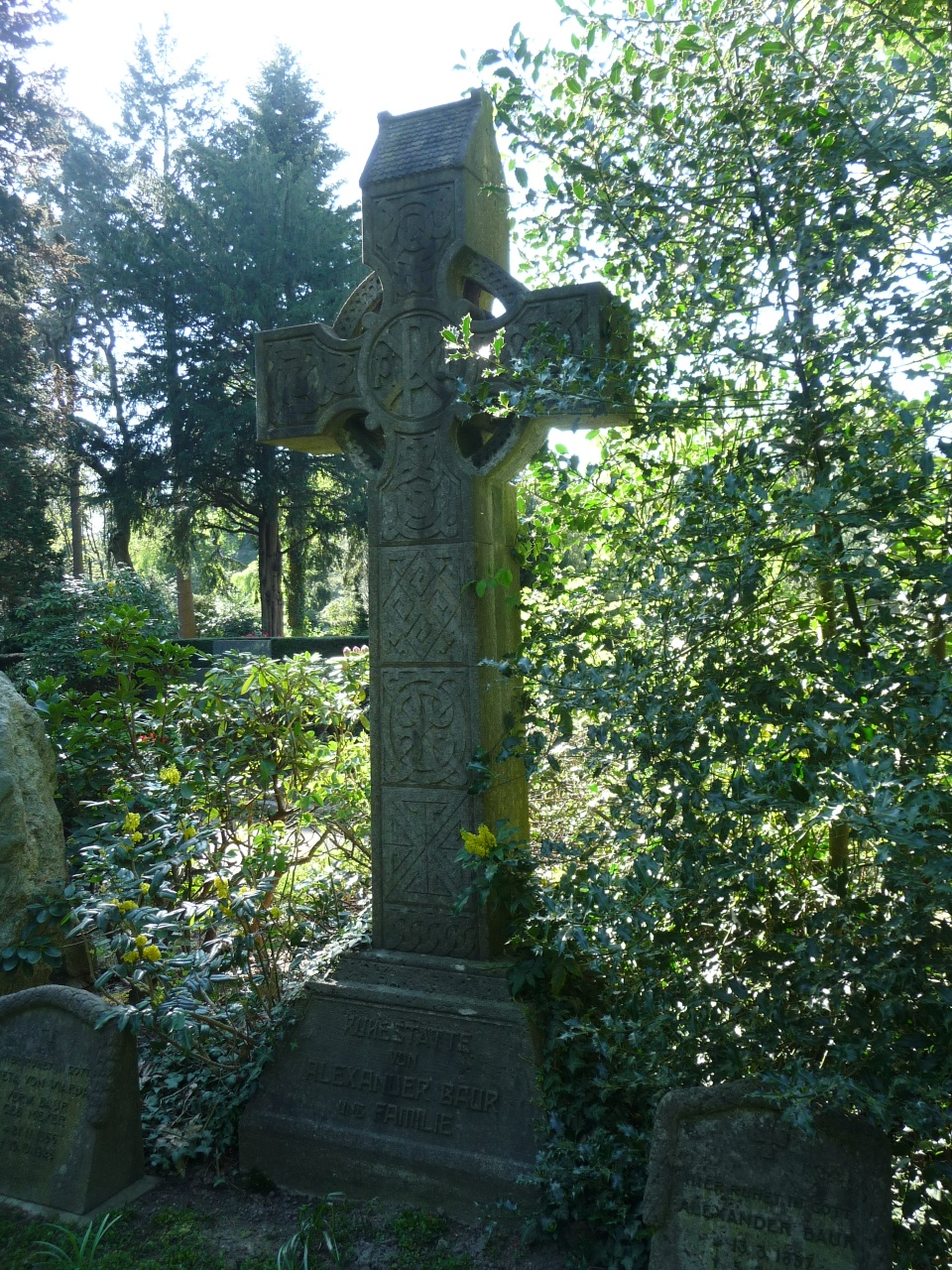
Grab von Alexander Baur auf dem Nienstedtener Friedhof

Sigismund Alexander Baur (* 13. März 1857 in Altona; † 5. Februar 1909 ebenda) war ein deutscher Jurist und Senator der Stadt Altona.

## Leben
Alexander Baur war der dritte Sohn des Kaufmanns Georg Friedrich Baur und seiner Ehefrau Caroline Amélie de Chapeaurouge. Der Begründer von Baurs Park, Etatsrat Georg Friedrich Baur, war sein Großvater.
Baur besuchte das Christianeum und studierte ab 1876 Rechtswissenschaften an den Universitäten Bonn, Göttingen, Leipzig und Berlin. In Bonn wurde er Mitglied des Corps Palatia und in Göttingen trat er dem Corps Hannovera bei. Sein Referendarexamen bestand Baur 1879 in Berlin. Seinen Wehrdienst leistete er als Premierleutnant bei den Hannoverschen Husaren Nr. 15 ab. Er wurde 1885 Gerichtsassessor in Altona, wo er ab 1888 als Senator der Stadt überwiegend im Bereich des Finanzwesens tätig war. Er förderte besonders die kunsthistorischen Schwerpunkte beim Aufbau des Altonaer Museums. 1905 wurde er Mitglied des Provinziallandtags Schleswig-Holstein. Ebenfalls 1905 wurde er in Altona zum Oberbürgermeister der Stadt gewählt; wegen eines Herzleidens konnte er das Amt jedoch nicht antreten.
Alexander Baur war verheiratet mit Meta Sophie Emerentia Meyer (* 21. November 1866 in Hamburg; † 2. Oktober 1928 in Altona), Tochter des Hamburger Kaufmanns und Kunstsammlers Arnold Otto Meyer. Aus der Ehe ging ein Sohn hervor. Meta Sophie Emerentia Meyer heiratete im August 1918 in zweiter Ehe den Präsidenten des Landgerichts Altona Tileman von Wiarda (1857–1941).